# Ваврик Євген Петрович
Євген Петрович Ваврик (24 серпня 1949, с. Костянтинівка, Великоборківський район, нині Тернопільського району Тернопільської області — 3 вересня 2014, м. Тернопіль) — український режисер, заслужений діяч мистецтв України (2004), орден «За заслуги» ІІІ ступеня (2009). Дипломант 1-го міжнародного фестивалю телефільмів «Мій рідний край» (1999, м. Ужгород). Член Творчої спілки «Асоціація діячів естрадного мистецтва України». Лауреат та дипломант всеукраїнських конкурсів мистецтв.

## Життєпис
Закінчив 8 класів Тернопільської середньої школи № 6 (1964), Теребовлянське культурно-освітнє училище (1967), Харківський інститут культури (1971), Київський театральний інститут (1981).
1971—1982 — викладач, завідувач театрально-хореографічного відділення Теребовлянського культурно-освітнього училища, 1982—1985 — режисер, художній керівник ПК «Октябрь» (нині «Березіль» ім. Леся Курбаса) у Тернополі, 1985—1987 — старший інспектор Тернопільського обласного управління культури, 1987—1988 — завідувач літературною частиною, режисер-постановник Тернопільського обласного музично-драматичного театру ім. Т. Шевченка. 1988—1990 — режисер-стажист Київського Національного Академічного театру імені І. Франка.
Від 1990 — на творчій режисерській роботі.

## Творчий доробок
Постановник спектаклів
- У Тернопільському театрі імені Т. Г. Шевченка — «Любов, джаз і чорт» Ю. Грушаса, «Шлюб за оголошенням» В. Канівця, «Сотниківна» Б. Мельничука, Є. Ваврика (за однойменною повістю Б. Лепкого); «Таємниці південних морів» С. Кичигіна та Б. Харитонова;
- У Херсонському театрі ім. М. Куліша — «Ой Морозе-Морозенку» Л. Крупи; «Наймичка» І. Карпенка-Карого;
- у Львівському обласному театрі імені Юрія Дрогобича (м. Дрогобич) — «Яничари» Р. Іваничука і Б. Антківа; «Різдвяна ніч» за М. Гоголем (музика І. Поклада); «Витівки шинкарки Феськи» В. Канівця.
- У Львівському драматичному театрі Західного оперативного командування (нині — Львівський академічний драматичний театр імені Лесі Українки) — «Василько — князь Теребовельський» Л. Крупи; «Курортні забави» В. Буравського;
- У Івано-Франківському драматичному театрі імені Т. Г. Шевченка — «Шлюб за оголошенням» В. Канівця;
- У Київському академічному драматичному театрі імені І. Франка — «Даринка, Гриць і нечиста сила» В. Бойка, «Санаторійна зона» М. Хвильового (разом з С. Данченком) та ін.;
- у ПК «Березіль» — опера «Прапороносці» О. Гончара, Б. Олійника і О. Білаша.

Режисер телефільмів
- «І України син»,
- «Шлях до Ісуса»,
- «Л. Кравчук: людина і політик»,
- «Придніпровські обрії»,
- «Один день, як все життя».

Автор сценаріїв і головний режисер-постановник масових дійств та видовищ, зокрема, творчих звітів Тернопільщини в НП «Україна» (м. Київ) «Горнусь до тебе, Україно» (2000), «Україна — єдина» (2003), «Осанна Україні» (2009), духовно-мистецького дійства «Хай святиться» (1998—1999), в Міжнародному центрі мистецтв (колишній «Жовтневий палац») духовно-мистецьких дійств «А вже весна, а вже красна»; «Різдвяна радість»; «Козацькому роду нема переводу».
Головний режисер-постановник всеукраїнських фестивалів-конкурсів мистецтв, які проводить Творча спілка «Асоціація діячів естрадного мистецтва України»: «Пісенний вернісаж», «Дитячій пісенний вернісаж», «Київська студентська весна», «Українська родина» (м. Київ), «Кришталевий Трускавець», «Джерела Моршина», «Хотинський піснецвіт», «Азовські вітрила», «Боромля», «Пісенні Медобори» (м. Гусятин), «Червона калина» (м. Тернопіль), «Ялтинське літо», «Мелодії Підкаменя», «Ліра Гіппократа».
Доцент Тернопільського національного педагогічного університету імені Володимира Гнатюка.